# Simon Crüger
Simon Crüger (eller Krüger), 1687-1760, Kirurg. 
Hans Forældre vare Skoleholder Johann Krøger og Helvig Andersdatter. Hans 
Fødselsdag og Fødested ere ubekjendte. Som en ung Barberkirurg 
af lovende Evner fik han ikke alene Lejlighed til at uddanne sig 
paa den sædvanlige Svendefart, men knyttedes ogsaa tidlig som 
Discipel og Amanuensis til den forholdsvis kundskabsrige og mellem 
Doctores optagne forhenværende Amtsmester Johannes de Buchwald
(III, 225); 1712 ansattes han som Marinekirurg under Jens Bings 
Overmedikat, 1715 som Kirurg ved Krigshospitalet paa Ladegaarden, 
og 1720 opnaaede han at blive Regimentskirurg ved Drabantgarden
og kongl. Livkirurg. Tillige udfoldede han nu en betydelig 
Manuduktørvirksomhed for Barbersvendene og udgav i den Anledning 
en kort anatomisk Ledetraad: «Generaltabellen von den Gebeinen 
des menschlichen Köorpers» (1721, Fol.). Sammen med Livkirurgikatet
betroedes der ham Posten som kongl. Kammertjener med en 
Gage af 400 Rdl., men dermed var hans Held foreløbig forbi. Han 
indvikledes i de daværende Hofintriger mod Dronning Anna Sophie 
og maatte i Sommeren 1728 pludselig opgive sin Stilling og forlade 
Landet. Ledsaget af en ung Søn, han havde i sit 1714 indgaaede 
Ægteskab med Margrethe f. Schmidt, og som ogsaa var bestemt 
for Kirurgien, rejste han til Paris, hvor Anatomi og Kirurgi netop 
den Gang toge et glimrende Opsving, og hvor han særlig nød godt 
af sin berømte Landsmand Winsløws Vejledning. Efter Kong
Frederik IV’s Død kom K. 1731 tilbage til Kjøbenhavn og 
dokumenterede derefter sine udvidede Kundskaber og Erfaringer ved, 
assisteret af sin Søn, at holde anatomiske og kirurgiske Øvelser for 
Barbererne. Han blev Huslæge hos Hofprædikant Bluhme, kom 
vistnok derved i Forbindelse med A. Hojer ligesom ogsaa med 
J. L. Holstein og havde som et af Ofrene for Anna Sophies Uvilje 
gunstige Betingelser for at komme i Gunst hos den nye Konge.
Den Plan, som Crüger sikkert allerede tidlig havde undfanget om 
at reformere den hidtil meget tarvelige danske Barberkirurgi, navnlig 
ved Oprettelse af en selvstændig kongelig Læreanstalt under hans 
Ledelse og nærmest efter fransk Mønster, søgte han nu af al Kraft 
at realisere. 1732 kunde han efter kongelig Befaling forelægge 
udførlige Promemorier desangaaende for Regeringen, og skjønt han 
mødte Modstand saa vel hos Rivaler, der omgikkes med lignende 
Planer, som hos det medicinske Fakultet og de privilegerede 
Amtsmestre, naaede han ved Energi og Snarraadighed sit Maal i 1736; 
ved den 30. April s. A. emanerede kongl. Anordning indrettedes 
ikke alene en saadan Læreanstalt (Theatrum anatomico-chirurgicum), 
men han stilledes i Spidsen derfor som en Generaldirektør, der 
«alene skulde gouvernere alle Sager, som angaa Kirurgien i 
Kongens Riger og Lande» – altsaa med en ganske overordentlig 
Magtfuldkommenhed ligesom ogsaa med en anselig aarlig Gage af 
800 Rdl. Endnu samme Foraar havde han sin Anstalt fuldt færdig 
i en Gaard paa Kjøbmagergade i rummelige Lokaler, der i den 
følgende Tid ogsaa fik en smuk ydre Udstyrelse.
Lige over for dette imponerende fait accompli nedlagde hans 
Fjender dog ikke Vaabnene, og han fik i den følgende Tid mange 
Kampe at bestaa. Navnlig blev hans hele Magtstilling stærkt truet, 
da hans tro Beskytter A. Hojer i 1739 var død, og der i 1740 ved 
en kongl. Forordning var grundet en ny Medicinalavtoritet med et 
Myndighedsomraade, der skulde omfatte hele Medicinalvæsenet, 
nemlig det anselige Collegium medicum, hvis egentlige Medlemmer
vare Kirurgernes fødte Fjender Fakultetsprofessorerne og Livmedici, 
medens K. kun skulde knyttes dertil som Assessor. I den heftige 
Kamp, han i de følgende Aar maatte føre, gik han dog ogsaa 
sluttelig af med Sejeren; navnlig lykkedes det ham fuldstændig at 
forhindre Fremkomsten af den Medicinalanordning, som Kollegiet 
havde det Mandat at udarbejde, og som særlig skulde indskrænke 
hans Magt. I snild Taktik, i Kraft og hensynsløs Ubøjelighed viste 
han sig at være sine fornemme Modstandere langt overlegen, og
sine farligste Modstandere, Amtsbarbererne, forstod han at afvæbne 
og forsone ved nogle Indrømmelser, hvorved deres vundne Privilegier 
væsentlig bevaredes. Da han 1746 nød den Udmærkelse at 
blive udnævnt til Justitsraad og derved kom op i Rang med 
Universitetsprofessorerne, vare hans Trængselsaar afsluttede og hans 
souveræne Magt over alt, hvad der angik Kirurgien, i Hovedsagen 
opretholdt.
Sin Virksomhed i Læreanstalten, som han strax 1736 havde 
paabegyndt med Bistand af sin nævnte Søn og fortsat i 
Kampaarene, kunde han nu uforstyrret tage sig af til Ophjælpning af 
den danske Barberkirurgi og særlig til Uddannelse af dygtige 
Militærlæger. Han havde erhvervet sig solide Kundskaber og praktisk
Færdighed i Anatomi og Kirurgi og var for saa vidt sin Læreropgave 
voxen, om han end var blottet for virkelig videnskabelig 
Dannelse og overhovedet var alt andet end lærd. Som Forfatter 
er han kun optraadt med Publikationen af de nævnte Generaltabeller 
og en lille Katalog over Samlingerne i Læreanstalten. 
Sønnen synes at have været en udmærket og af Disciplene skattet
Lærer ligesom ogsaa, i Modsætning til Faderen, en fordringsløs, 
for sin stille Gjerning levende Personlighed. Men han døde i 
en tidlig Alder, og derefter traadte forskjellige Mangler ved 
Læreanstalten tydelig frem, skjønt K. i øvrigt havde det Held baade i 
sin tidligere og sin senere Virksomhedsperiode at have Disciple, der 
gjorde Anstalten Ære. Ikke blot forsømtes i høj Grad den K. 
fjærntliggende, vigtige medicinske Side i Undervisningen – han forstod 
med Omgaaelse af et Reskripts Paalydende at holde Fakultetets
Medlemmer borte fra sine Examiner –, men ogsaa den anatomisk-kirurgiske 
Undervisning, hvortil han begrænsede sig, blev efter 
kompetente Vidnesbyrd efterhaanden temmelig utilfredsstillende, saa at 
de af Anstalten fremgaaede Kirurger i det hele næppe vare meget 
dygtige eller kundskabsrige. K. synes navnlig at have interesseret 
sig for Afholdelse af Examiner, hvor han kunde vise sig i sin Magtudfoldelse.
Det er overhovedet ikke som egentlig kirurgisk Reformator, 
men derimod som kirurgisk Magthaver, som praktisk dygtig 
Administrator og Organisator, at han i sin indflydelsesrige og 
fremskudte Stilling har sat sig de tydeligste Spor og ogsaa erhvervet 
sig Fortjeneste, om end hans Stridbarhed nok kunde vise mindre 
heldige Virkninger. Med sine Mangler betegnede hans Læreanstalt 
utvivlsomt et virkeligt Fremskridt i Uddannelsen af Barberkirurger, 
og i Oprettelsen af en anden ikke mindre i lægevidenskabelig end
i filanthropisk Henseende vigtig Institution, det kongl. Frederiks 
Hospital, havde han megen Del og viste sig utrættelig virksom 
baade som Medlem af Kommissionen for Hospitalets Indretning og 
senere som tilforordnet i Direktionen. At han i denne sin Egenskab 
i øvrigt stadig var sig selv lig og ikke var nogen mild eller 
hensynsfuld tilsynshavende, foreligger der Vidnesbyrd om, blandt 
andet i hans Optræden mod Hospitalets Overmedikus Jensenius. 
Naar han mod de øvrige Kommissionsmedlemmers Vilje trumfede 
sin Protegé Amtsmesteren Spierling igjennem som Hospitalets 
Overkirurg, var dette vistnok et af de mindre heldige Resultater af 
den ubøjelige Kraft og Halsstarrighed, der aabenbart var et særlig
fremtrædende Karaktermærke for denne i det hele mærkelige Mand, 
i hvis Portræt i det kirurgiske Akademi disse Karakteregenskaber 
ogsaa tydelig nok komme til Syne.
Han døde pludselig 26. April 1760. Ingen af hans Børn 
overlevede ham, men derimod Hustruen, der døde 22. Marts 1763.